# Carlos Arredondo
Carlos Arredondo (Buenos Aires, 26 ottobre 1933) è un ex calciatore argentino, di ruolo difensore.

## Carriera

### Club
Ha sempre giocato nel campionato argentino.

### Nazionale
Ha disputato tre partite per la Nazionale argentina nel 1959.